# Агаджанов, Сурен Иванович
Сурен Иванович Агаджанов (5 декабря (18 декабря) 1905 года — 16 декабря 1952) — советский организатор авиационной промышленности, генерал-майор инженерно-технической службы (19.08.1944)

## Биография
Родился 18 декабря 1905 в селе Азых, (ныне в Ходжавендском районе Азербайджана) в семье рабочего бакинских нефтяных промыслов Агаджанова Ивана Борисовича.
С 1920 года работал по найму в городах Георгиевск и Нальчик.
С 1925 года трудился рабочим на фабрике «Ява» в Москве.
С 1927 года без отрыва от производства учился на рабфаке МГУ им. М. В. Ломоносова.
С 1928 года член ВКП(б).
С 1931 года на выборных партийных должностях.
С 1933 года обучался в комвузе при Московском горкоме ВКП(б).
С 1937 года — летом переведен с должности парторга ЦК на московском авиационном заводе № 1 в начальники цеха этого же завода (из-за ареста родного брата — Агаджанова А. И.(Грамп А. Н.))
С 1941 года — директор авиационного завода № 31 НКАП в гг. Таганрог (освоено производство истребителей конструкции ЛаГГ-3) и Тбилиси.
С 24 сентября 1942 года и до конца жизни — директор Горьковского авиационного завода имени С. Орджиникидзе (авиазавод № 21), где под его руководством освоено производство истребителей новой конструкции Ла-5, Ла-7, Ла-9, в течение всей войны велась реконструкция и реорганизация производства, позволившая увеличить выпуск самолётов, создавались новые цехи и участки, контрольные и испытательские лаборатории, специализированные структурные подразделения. За успехи во Всесоюзном социалистическом соревновании заводу 25 раз присуждалось первое место с вручением переходящего Красного знамени Государственного комитета обороны, которое после войны было передано заводу на постоянное хранение.
После войны перед заводом № 21 была поставлена задача освоить выпуск цельнометаллических истребителей Ла-9. В связи с чем перестроили производство и подготовили соответствующие кадры: вчерашние плотники стали дюральщиками, слесарями-сборщиками и клепальщиками. Серийное производство Ла-9 продолжалось в Горьком с 1946 по 1948 годы. Его модификацией стал Ла-9М, получивший в серии обозначение Ла-11, который выпускался с 1947 по 1951 год и стал последним советским серийным истребителем с поршневым двигателем. При освоении Ла-9 на заводе в полном объёме внедрили плазово-шаблонный метод производства, значительно расширились объёмы панелирования и агрегатирования технологических подсборок планера, усовершенствовалась схема технологического членения самолёта, что позволило повысить производительность труда.
В 1946 году разработаны двухдвигательные истребители И-211, И-212, И-215, которые построили на заводе. К тому же времени относятся и первые работы Горьковского авиазавода по созданию машин с ракетными двигателями. По заказу Научно-исследовательского института реактивной техники МАП НИИ-1 изготовили два самолёта «4302», разработанных коллективом под руководством И. Ф. Флорова. В середине сентября 1946 года завод получил задание построить к параду 7 ноября три реактивных самолёта конструкции С. А. Лавочкина Ла-150 с газотурбинным двигателем РД-10. За 35 дней изготовили вместо трёх машин четыре, перевыполнив задание. Успех заводчан был отмечен переходящим Красным знаменем Совета Министров СССР.
В 1948 году предприятие осваивает последний серийный реактивный истребитель С. А. Лавочкина Ла-15.
С 1949 года началось творческое сотрудничество коллектива завода с ОКБ А. И. Микояна. В мае 1949 года Горьковскому авиазаводу предписывалось полностью перейти на изготовление самолёта МиГ-15 с двигателем ВК-1. Перед коллективом предприятия стояла довольно сложная задача выполнить в течение всего 3-4 месяцев весь цикл необходимых работ. Освоение производства МиГ-15бис осложнялось рядом изменений, внесённых в конструкцию самолёта, однако завод успешно справился с поставленной задачей. 20 декабря 1949 года закончилась сборка первой машины.
В 1951 году в серийное производство запустили разведчик МиГ-156ис, первый экземпляр которого собрали в октябре того же года. В период с 1950 по 1952 год на заводе построили более двух тысяч МиГ-15бис.
История МиГ-17 началась для завода в январе 1951 года, когда горьковчанам поручили построить два МиГ-15 с двигателем ВК-1, новым крылом с углом стреловидности 45° вместо 35° и оперением по чертежам ОКБ А. И. Микояна. К подготовке серийного производства МиГ-17 авиастроители приступили осенью 1952 года.
Умер 16 декабря 1952 года, похоронен на Преображенском кладбище в Москве.

## Награды
- два ордена Ленина (21.06.1943 -за образцовое выполнение заданий правительства по производству боевых самолетов, 02.07.1945 - за образцовое выполнение заданий правительства по производству боевых самолетов)
- орден Кутузова I степени (16.09.1945 — за успешное выполнение заданий правительства по выпуску боевых самолётов, моторов, авиационных приборов, винтов и агрегатов самолётного и моторного оборудования в период Великой Отечественной войны)
- орден Красной Звезды (за образцовое выполнение заданий правительства по производству боевых самолетов)

Памятная доска на доме № 16 по улице Чаадаева (Нижний Новгород)

- медали СССР.

## Память
- Памятная доска на доме № 16 по улице Чаадаева (Нижний Новгород), где Агаджанов жил в 1942—1952 годах.